# Alpha Lyncis
α Lyncis ist mit einer scheinbaren Helligkeit von +3,14 mag der hellste Stern im Sternbild Luchs. Er befindet sich in einer Entfernung von etwa 200 Lichtjahren und ist ein Roter Riese. Obwohl der Stern mit etwa 1,4 Mrd. Jahren deutlich jünger ist als die Sonne, befindet er sich aufgrund seiner doppelten Masse bereits in diesem späten Stadium seiner Entwicklung.